# 冠猫跳蛛
冠猫跳蛛（学名：Carrhotus coronatus）为跳蛛科猫跳蛛属的动物。分布于越南至爪哇以及中国大陆的浙江、云南等地。